# Mellanring

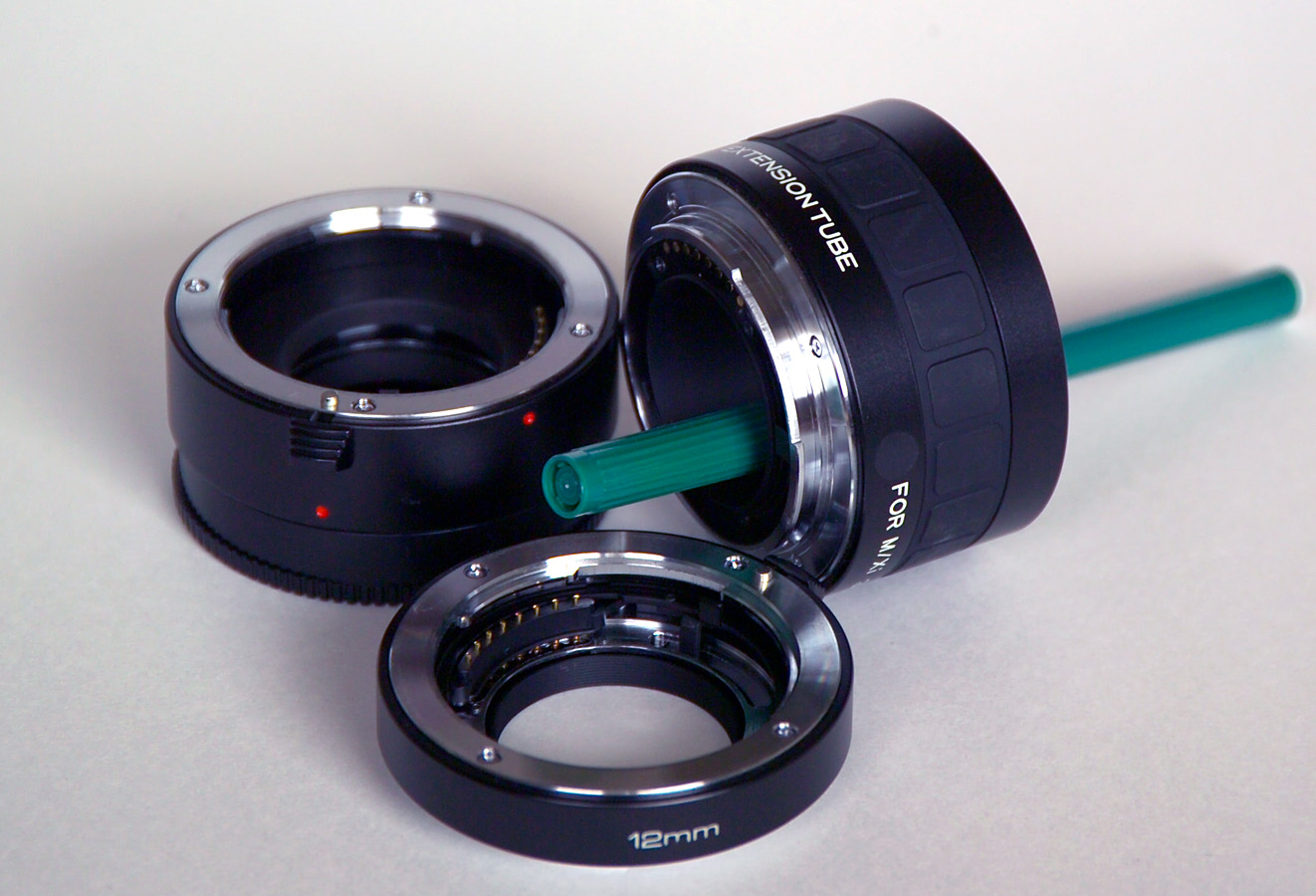
Mellanringar till systemkamera.

Mellanring är ett tillbehör till systemkameror som används för att ta bilder med ett kortare avstånd mellan kameran och motivet, ofta vid makrofotografering.
Mellanringen monteras mellan kamerahuset och objektivet och har en lämplig objektivfattning i ena änden (där objektivet passar) och en motsvarande bajonett i den andra (som passar i kamerahusets objektivfattning). Mellanringar innehåller inga linser, utan har endast till uppgift att öka avståndet mellan objektivet och filmen/bildsensorn. Ibland har mellanringarna mekaniska och/eller elektriska kopplingar för objektivets bländare och exempelvis autofokus.
Ju tjockare en mellanring är, desto större blir avbildningsskalan och desto mindre avståndet till motivet. När mellanring används kan man fortfarande använda objektivets fokuseringsmekanism, men normalt inte fokusera på längre avstånd eller oändligt. På till exempel storformatskameror är mellanringar överflödiga eftersom den utdragbara bälgen ger samma funktion. Det finns bälgtillsatser till systemkameror för småbild som bland annat ersätter mellanringar.